# Sennariolo
Sennariolo é uma comuna italiana da região da Sardenha, província de Oristano, com cerca de 173 habitantes. Estende-se por uma área de 15 km², tendo uma densidade populacional de 12 hab/km². Faz fronteira com Cuglieri, Flussio (NU), Scano di Montiferro, Tresnuraghes.